# Ellinge Kirke
Ellinge Kirke ligger i landsbyen Ellinge ca. 11 km V for Nyborg (Region Syddanmark). Indtil kommunalreformen i 2007 lå den i Ullerslev Kommune (Fyns Amt) og indtil kommunalreformen i 1970 lå den i Vindinge Herred (Svendborg Amt).
Af den oprindelige romanske kvaderstenskirke er kun bevaret skibets flankemure, som nu danner den midterste del af skibets mure. I skibets nordmur anes den oprindelige norddør, syddøren er stadig i brug men stærkt omdannet udvendigt, indvendigt er den bevaret med skråsmige og glat tympanonfelt.
I den sene middelalder blev det oprindelige kor nedbrudt og skibet forlænget mod øst med ét fag, bruddet i murflugten ses tydeligt. Samtidig blev det nuværende kor opført. Det nedbrudte materiale blev benyttet til udvidelsen, på nordsiden ses en romansk vinduesoverligger tilfældigt indsat og flere steder i murværket ses profilerede sokkelsten. Ved ombygningen blev skibets nordmur omsat med indsatte striber af tegl (nu hvidkalket).
I sengotisk tid blev skibet forlænget mod vest, samtidig blev våbenhuset og tårnet opført. Tårnets østgavl har rig blændingsdekoration af rundbuede højblændinger.
Kirkegården er omgivet af et ældre kampestensdige, i sydøsthjørnet står en sengotisk køreport. Kirken blev istandsat i 1930-31.
Altertavlen er fra 1590'erne, i felterne er indsat nyere malerier (Sven Havsteen-Mikkelsen?). Prædikestolen er nyere med indsatte fyldninger fra o.1580.
Døbefonten er importeret fra Gotland og tillægges Sigraf. Det regnes for et af denne anonyme mesters sidste værker, muligvis hans sidste.

## Eksterne kilder og henvisninger
- Wikimedia Commons har flere filer relateret til Ellinge Kirke
- Ellinge Kirke Arkiveret 31. januar 2011 hos  Wayback Machine på nordenskirker.dk
- Ellinge Kirke Arkiveret 19. september 2015 hos  Wayback Machine på KortTilKirken.dk